# Place to Train
Place to Train es una Spin-off de la Universidad EAFIT de Colombia que se encarga de desarrollar, administrar y comercializar programas en línea especializados en diferentes temas como ventas, marca, servicio al cliente, negociación entre otros.
Uno de sus programas más exitosos a nivel hispanoamericano es Entrenamiento para Vendedores En línea, dictado por Gabriel Jaime Soto autor del libro Entrenamiento para Vendedores del Grupo Editorial Norma y actualmente Director del Centro de Profesionalización en Ventas de la Universidad EAFIT.

## Reconocimientos
Fue una de las tres iniciativas colombianas elegidas para estar en la semifinal del certamen MassChallenge 2014 en Boston que reúne a 300 emprendedores de todo el mundo.